# Whitemarsh Benjamin Seabrook
Whitemarsh Benjamin Seabrook, född 30 juni 1793 i Charleston County, South Carolina, död 16 april 1855 i Beaufort, South Carolina, var en amerikansk politiker (demokrat). Han var South Carolinas viceguvernör 1834–1836 och guvernör 1848–1850.
Seabrook utexaminerades 1812 från College of New Jersey (numera Princeton University) och studerade därefter juridik. Han var plantageägare och mångårig ordförande för South Carolina Agricultural Society.
Seabrook efterträdde 1848 David Johnson som South Carolinas guvernör och efterträddes 1850 av John Hugh Means. Seabrooks viceguvernör William Henry Gist tillträdde aldrig officiellt viceguvernörsämbetet och var därmed enbart tillförordnad viceguvernör.
Seabrook var författare till History of the Cotton Plant. Han avled 1855 och gravsattes på Gun Bluff Plantation Cemetery i Charleston County.